# Santana (Nisa)
Santana es una freguesia portuguesa del concelho de Nisa, con 27,28 km² de superficie y 445 habitantes (2001). Su densidad de población es de 16,3 hab/km².